# José Villagrán García
José Villagrán García (Ciutat de Mèxic 1901 - ibídem 1982) va ser un arquitecte mexicà. Considerat el mestre de la nova arquitectura mexicana per l'ús de tècniques modernes, com la del mur cortina, realitzà diversos centres sanitaris (a Popotla, Huipulco, Ciutat de Mèxic) i docents (escoles preparatòries de la UNAM).